# Mučedník

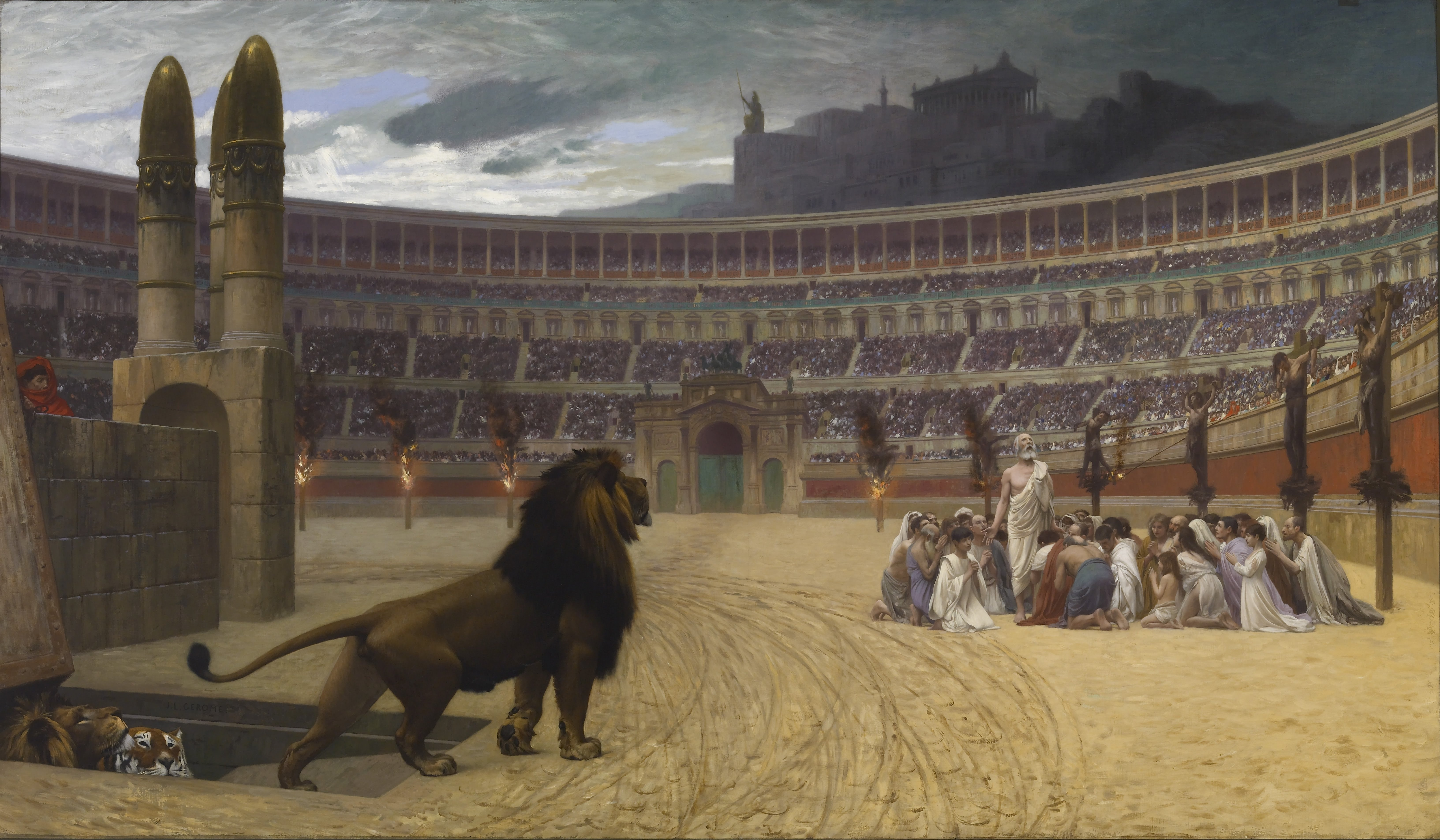
Poslední modlitba křesťanských mučedníků, Jean-Léon Gérôme (1883)

Mučedník (řecky: μάρτυς, mártys; doslova: svědek) je osoba, která byla umučena nebo zemřela za svojí víru nebo ideu.

## Mučedník v křesťanství

### Podstata
Mučedník, křesťan, který pro svou víru položil svůj život, je v křesťanství prototypem světce, podle slov Písma: „Nikdo nemá větší lásku než ten, kdo položí život za své přátele“ (Jan 15,13). Byl to zpočátku také jediný typ světců, kteří byli uctíváni. Teprve později začali být uctíváni i další světci, kteří nezemřeli mučednickou smrtí, především mniši, jejichž život bylo „pomalé utrpení a odříkání z lásky ke Kristu“, čili opět jistý druh mučednictví.
Kromě toho, že dar života je chápán jako největší dar a oběť, je mučednictví pro křesťanskou víru významné i proto, že je to vrcholný akt svědectví víře v Krista, proto se pro mučedníka používá také termín martyr (z řec.μάρτυς martys „svědek“). Mučednictví je v křesťanství chápáno v jistém smyslu jako povinnost, neboť se od křesťanů vyžaduje, aby svědectví své víry obětovali vše, a bude-li to třeba, i vlastní život. V tomto smyslu je prvním mučedníkem sám Kristus (Zj 1,5) a každý křesťan, nakolik vydává svědectví Kristu.
Nejčastěji se v křesťanských církvích tento termín používá pro člověka, který položil život pro svou víru v Krista. Většinou se tak stalo po delším či kratším mučení, jehož cílem bylo přimět křesťana vzdát se své víry. O mučení těchto svatých často vznikaly legendy a zápisy ze soudních šetření proti nim byly tradovány a literárně rozvíjeny v podobě tzv. „akt“. Známá jsou např. „Akta sv. Perpetuy a Felicity“.

### Titul mučedník
Oficiální křesťanská terminologie odlišuje od mučedníka tzv. „vyznavače (víry)“; to jsou ti, kdo pro svou víru sice trpěli, ale nepoložili za ni svůj život, tj. pronásledování proti nim nedošlo až tak daleko. Jako titul se uděluje těm světcům, kteří prokazatelně položili svůj život za víru. V katolické církvi je liturgická barva náležející památce mučedníků červená, barva krve. Pokud má nějaký svatý více „titulů“ (např. „panna a mučednice“), na prvním místě stojí vždy aspekt mučednictví. Východní křesťanství zná také titul protomučedník (první mučedník dané oblasti) a velkomučedník (který byl velmi mučen).

## Mučedník v judaismu
Mučedník neboli kadoš me'une (hebrejsky: קָדוֹשׁ מְעֻנֶּה, doslova „oddělený pro povyk“) je v pojetí judaismu ten, kdo položil život kvůli kiduš ha-Šem (hebrejsky: קִדּוּשׁ הַשֵׁם, „posvěcení [Božího] jména“). Protože ne každý čin Boží jméno posvěcuje a navíc podle halachy má každý žid povinnost chránit svůj život, vypracovali rabíni podrobná pravidla, za nichž je mučednictví povinné a za nichž je sebeobětování zakázáno. Povinnost podstoupit mučednictví je stanoveno v případech, kdy je žid pod pohrůžkou smrti nucen k tomu, aby se dopustil avoda zara (hebrejsky: עֲבוֹדָה זָרָה, doslova „služby cizí“ neboli modloslužby), šefichat damim (hebrejsky: שְׁפִיכַת דָּמִים, doslova „prolití krve“ neboli vraždy) a giluj arajot (hebrejsky:גִּילוּי עֲרָיוֹת, „odhalení nahoty“ neboli sexuální nemorálnosti). Toto pravidlo je součástí tzv. sedmi noachidských přikázání a vztahuje se tedy nejen na židy, ale i na všechny zbožné mezi národy světa.
Za určitých okolností má však žid povinnost podstoupit mučednictví nejen kvůli výše zmíněným třem věcem, ale i kvůli dodržení jiných micvot, a to jmenovitě tehdy, kdy nežidovské úřady veřejně stanoví, aby se židé přestali řídit některým z konkrétních židovských náboženských pravidel. Za takových okolností může být totiž i relativně nevýznamný odklon od plnění náboženských povinností považován za chilul ha-Šem (hebrejsky: חִילוּל הַשֵׁם, „znesvěcení [Božího] jména“), což je opak posvěcení Božího jména. To ale neplatí v individuálních případech, kdy je někdo k témuž pod pohrůžkou smrti nucen v soukromí, protože v tomto případě má přednost záchrana života. Aby se však předešlo nejasným situacím, kdy má zachování života přednost před mučednictvím, je doporučováno, aby žid z místa, kde hrozí náboženská nebo jiná perzekuce, raději včas uprchl.

### Židovští mučedníci v dějinách
O prvních potenciálních židovských mučednících jsou zmínky už v Tanachu. Známý je příběh z knihy Daniel, v níž se píše o tom, jak byli babylónským králem Nebúkadnesarem povoláni význační říšští činitelé a úředníci na místo, kde nechal postavit zlatou sochu, před kterou měli všichni padnout a poklonit se jí. Mezi činiteli, kteří odmítli vzdát modle poctu i přes pohrůžku, že budou za svou neposlušnost vhozeni zaživa do rozpálené pece, byli tři židé, a sice Šadrak, Méšak a Abed-nego, kteří Nebúkadnesarovi odpověděli: „Jestliže náš Bůh, kterého my uctíváme, nás bude chtít vysvobodit z rozpálené ohnivé pece i z tvých rukou, králi, vysvobodí nás. Ale i kdyby ne, věz, že tvé bohy uctívat nebudeme a před zlatou sochou, kterou jsi postavil, se nepokloníme.“ I když tito muži byli dle knihy Daniel zázračným způsobem zachráněni, pozdější apokryfní knihy 1. a 2. Makabejská již svědčí o skutečných židovských obětech za násilné helénizace, která byla prováděna na území Izraele syrskými Seleukovci, zvláště pak Antiochem IV. Epifanem. Významné svědectví o židovských mučednících té a pozdější doby nacházíme ve spisech Josefa Flavia. Z další židovské literatury je též známý příběh tzv. deseti mučedníků včetně rabiho Akivy, které Římané umučili za neuposlechnutí císařského výnosu, jenž zakazoval studium a vyučování Tóry.
V době tzv. první židovské války vznikl navíc precedens, podle něhož i spáchání hromadné sebevraždy, která je jinak zakázána, může být uznána za mučednictví. K tomuto způsobu posvěcení Božího jména došlo v roce 74 n. l. v pevnosti Masada, kdy židovští obránci spáchali hromadnou sebevraždu těsně před dobytím římským vojskem. K podobné mučednické smrti docházelo v židovských sídlech podél Rýna během křižáckých výprav. Zvláštní kategorii mučednictví pak představují oběti holokaustu, neboť těmito oběťmi nebyli jen ti židé, kteří chtěli zachovat svou víru, ale i ti, kdo byli vražděni jen pro svůj židovský původ. Současná židovská teologie a liturgie však i tyto nedobrovolné mučedníky zahrnuje mezi ty, kdo zemřeli, aby posvětili Boží jméno.

### Související článek
- Mučednický komplex